# Вандербилт (Мичиген)
Вандербилт (енгл. Vanderbilt) град је у америчкој савезној држави Мичиген.

## Демографија
По попису из 2010. године број становника је 562, што је 25 (-4,3%) становника мање него 2000. године.
|                   | 2010.        | 2000.        |
| Укупно            | 562 (100,0%) | 587 (100,0%) |
| Белци             | 534 (95,02%) | 574 (97,79%) |
| Остали            | 19 (3,381%)  | 12 (2,044%)  |
| Хиспаноамериканци | 5 (0,890%)   | 0 (0,000%)   |
| Афроамериканци    | 4 (0,712%)   | 1 (0,170%)   |
| Азијати           | 0 (0,000%)   | 0 (0,000%)   |